# Соту (Абрантиш)
Соту (порт. Souto) — район (фрегезия) в Португалии, входит в округ Сантарен. Является составной частью муниципалитета Абрантиш. По старому административному делению входил в провинцию Рибатежу. Входит в экономико-статистический субрегион Медиу-Тежу, который входит в Центральный регион. Население составляет 567 человек на 2001 год. Занимает площадь 15,02 км².
Покровителем района считается Иисус Христос (порт. São Silvestre).